# Воронцов, Валентин Викторович
Валенти́н Ви́кторович Воронцо́в (22 августа 1922, Батум, ЗСФСР — 5 сентября 2010, Сочи, Краснодарский край, Россия) — советский и российский учёный-селекционер, доктор сельскохозяйственных наук (1967), профессор (1981), лауреат Государственной премии РФ (1999) за «создание новых сортов чая и субтропических культур». Специалист в области субтропического садоводства и цветоводства, автор более 200 научных статей и ряда книг по садоводству и цветоводству. Ветеран Великой Отечественной войны, награждён боевыми орденами и медалями.

## Биография
Родился в семье учёных-чаеводов Батумского ботанического сада (отец Виктор Ефимович — профессор, заслуженный деятель науки Грузинской ССР (за развитие субтропического растениеводства в республике — выращивания фейхоа, тунга и других культур), мать Розалия Владимировна — кандидат сельскохозяйственных (по другим данным — биологических) наук, специалист по биохимии чая).
Летом 1941 года окончил среднюю школу в посёлке Чаква (недалеко от Батума), и через несколько дней после выпускного бала, прошедшего 24 июня, записался на фронт добровольцем. Во время Великой Отечественной войны в сентябре 1941 года был направлен в Кутаисское лётно-истребительное училище, откуда в декабре 1941 года переведён на полугодовое обучение в Тбилисское горно-артиллерийское училище, по окончании которого в середине июля 1942 года был отправился на фронт. Участник сражений за освобождение Кавказа, Кубани, Украины. Командовал взводом и батареей. Дважды был ранен, особенно тяжело во время форсирования Днепра 5 декабря 1943 года осколками мины (пострадали правая часть головы, локтевой сустав правой руки и правая стопа, несколько попавших в лёгкие осколков не смогли извлечь). До июня 1944 года лечился в батумском госпитале, где восстановил двигательные функции руки и ноги. После выздоровления вернулся на фронт, закончил войну 2 мая 1945 года на Эльбе. Свой боевой путь изложил в книге воспоминаний «От Лазаревского перевала до Эльбы».
После войны в 1946 году поступил на плодоовощной факультет Московской сельскохозяйственной академии им. К. А. Тимирязева (ныне Российский государственный аграрный университет), окончил его в 1951 году и остался там же, поступив в аспирантуру (окончил её в 1954 году, защитив кандидатскую диссертацию на тему «Корневая система чайного растения и динамика её развития»). В 1949 году женился на Лобачевой-Воронцовой Искре Николаевне, в браке родилось двое детей.
С 1954 года работал на сочинской опытной станции, в 1968 году преобразованной во Всесоюзный НИИ горного садоводства и промышленного цветоводства (ныне Всероссийский НИИ цветоводства и субтропических культур), старшим научным сотрудником (1955), заместителем директора по научной работе (1959), директором института (с 1971), в 1983 году стал заведующим филиалом института в г. Сухуми; с 1990 профессор-консультант Всероссийского НИИ цветоводства и субтропических культур.
В 1967 году защитил докторскую диссертацию на тему «Культура благородного лавра в субтропических районах Краснодарского края».
Занимался общественной деятельностью, был членом Хостинского райкома партии и депутатом Хостинского райисполкома, депутатом Сочинского городского Совета, председателем постоянной комиссии горисполкома по сельскому хозяйству, членом Президиума общества инвалидов и участников Великой Отечественной войны Хостинского района.
Вышел на заслуженный отдых в 2001 году. Умер 5 августа 2010 года в Сочи.

## Научная деятельность
Сфера научных интересов — вопросы субтропического садоводства и чаеводства в условиях Черноморского побережья Краснодарского края, разрабатывал вопросы развития промышленного цветоводства на юге РФ. В 1950-х годах посетил Италию и Югославию в поисках семян высокопродуктивных сортов лавра благородного. После на плантации было высажено несколько миллионов саженцев лаврового листа, что позволило полностью заменить импортный лист отечественным. Занимался чаеведением, отобранные им экземпляры чайных кустов были выращены в питомнике, а полученный опыт Валентин Викторович изложил (в соавторстве) в книге «Культура чая в СССР».
Будучи директором Всесоюзного НИИ горного садоводства и промышленного цветоводства, много внимания уделял увеличению ассортимента возделываемых культур: в НИИ разводились алыча, яблоня, слива, персик, груша, виноград, фундук, цитрусовые, земляника.
Многие годы был членом редколлегии журнала «Цветоводство», членом секции садоводства сельскохозяйственной академии, членом Учёного совета Всероссийского научно-исследовательского института цветоводства и субтропических культур.
Научный руководитель 25 аспирантов, ставших кандидатами наук. Автор более 200 научных статей и ряда книг по цветоводству и садоводству. Некоторые работы:
- Биологические основы возделывания благородного лавра. Сочи, 1979;
- Культура чая в СССР. Тбилиси, 1989;
- Возделывание субтропических культур. М., 1992;
- Луковичные цветы. М., 2001 (совм. с Т. В. Евсюковой);
- Все комнатные растения или 2000 цветов от А до Я. М., 2005;
- Всё о розах. М., 2007 (совм. с В. И. Коробовым);
- Лимон и другие цитрусовые растения в доме. М., 2008 (совм. с Л. И. Улейской).

## Награды
В 1999 году удостоен Государственной премии РФ «За интродукцию, создание новых сортов чая и субтропических культур, внедрение их в производство в зоне северных тропиков». Награждён орденами Красной Звезды, Отечественной войны 1-й степени, двумя орденами «Знак Почёта», медалью «За отвагу».